# Sistema complesso di sollevamento attrezzature sceniche

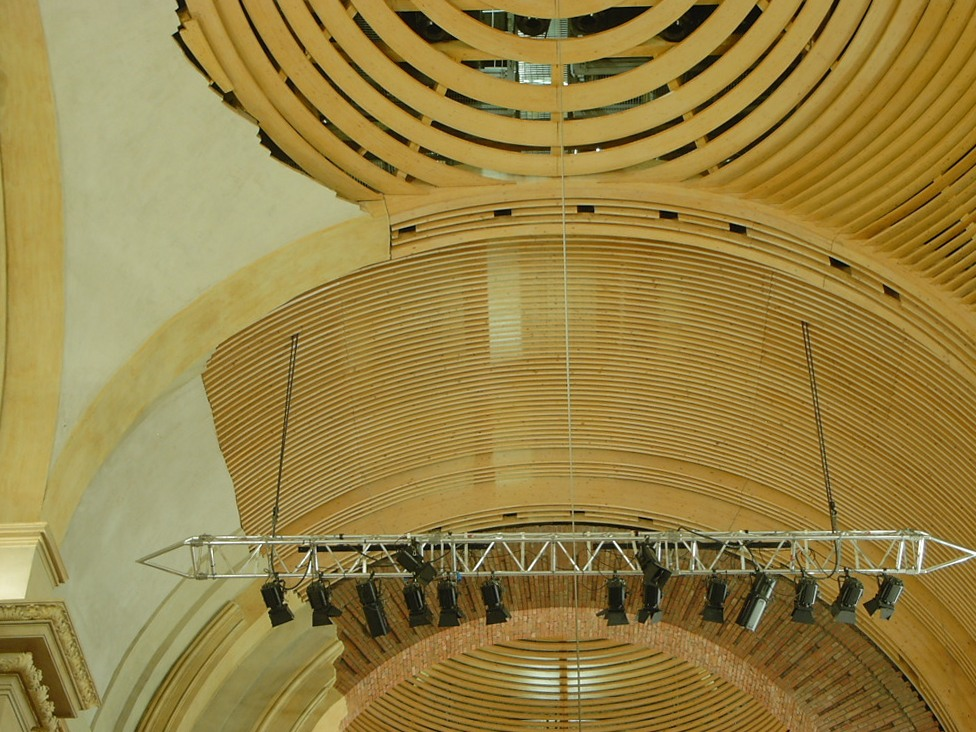
Americana - Barra di carico

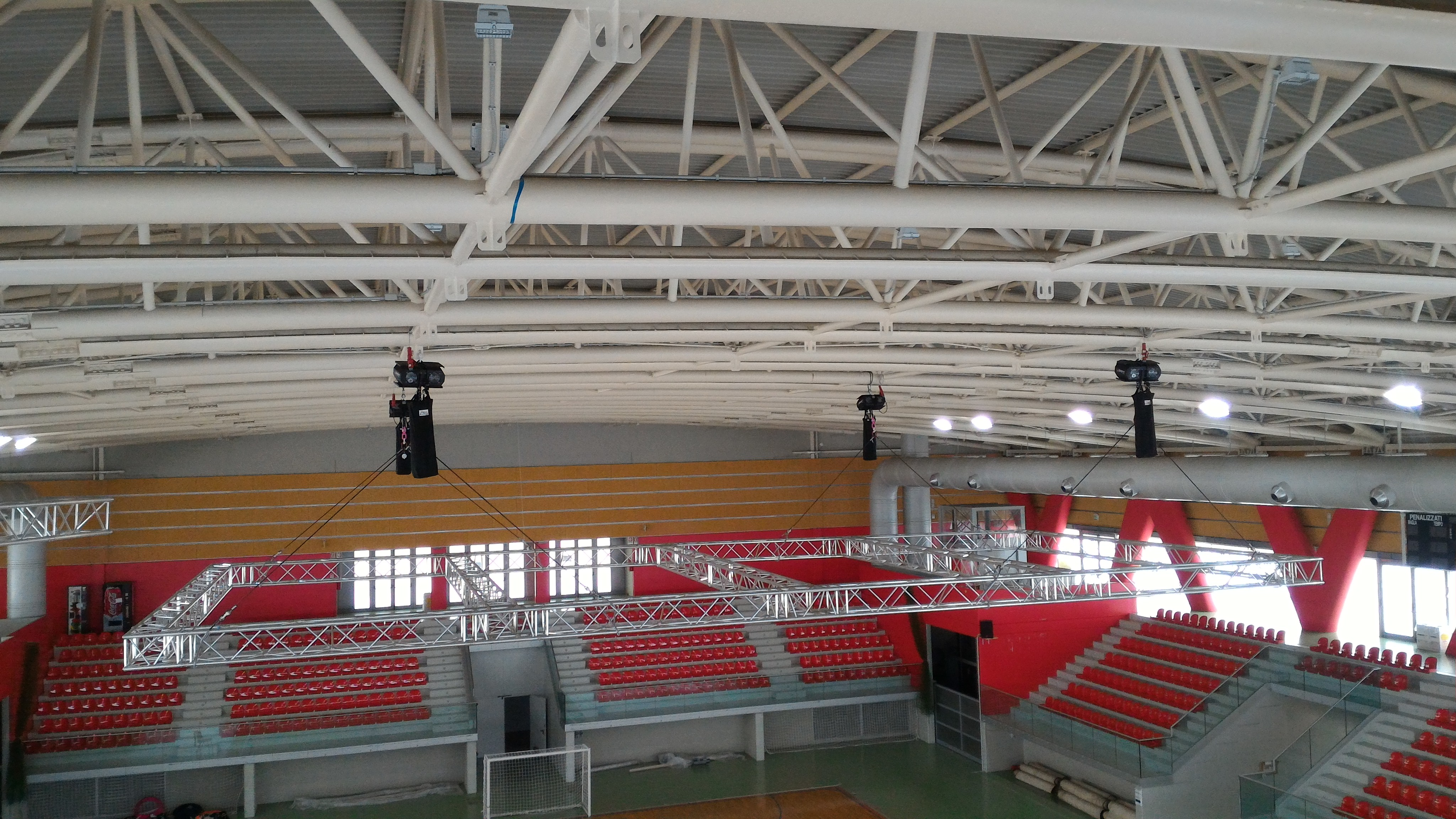
Ring di americane

Un sistema complesso di sollevamento di attrezzature sceniche è un insieme articolato in cui due o più paranchi od argani elettrici intervengono, in parallelo, per sollevare in quota una determinata infrastruttura (barra di carico, americana, ring di americane, copertura palcoscenico, elementi di scenografie, ecc..), fermo restando la presenza di un solo comando azionato da un operatore che governa l’intero sistema.
Il sistema si compone di - semi macchine - argani/paranchi che vengono ad integrarsi all’interno di un nuovo perimetro che conforma una nuova macchina di cui all'art. 2.2 Dir. 2006/42/CE.
L’azione del sollevamento, tramite più paranchi, avviene in contemporanea, ma non in modo solidale tra essi; in effetti, l’indipendenza del moto di ogni argano o paranco, azionato da una propria motorizzazione asincrona o sincrona,  agisce individualmente sull'organo di sollevamento (catena-banda-fune) senza che vi sia alcun controllo cinematico dei meccanismi , ovvero senza un accoppiamento meccanico diretto delle forze operanti sull’intera composizione del sistema, ancorché queste possano essere oggetto di controlli specifici tramite sensori e un'automazione computerizzata.